# Wilhelm Spangenberg (Jurist)
Wilhelm Spangenberg (* 8. September 1808 in Heidelberg; † 3. August 1887 in Illenau; evangelisch) war ein seit 1838 im badischen Staatsdienst stehender Jurist und Amtsvorstand, vergleichbar mit einem heutigen Landrat.

## Familie
Wilhelm Spangenberg war der Sohn des Schullehrers Jakob Spangenberg in Heidelberg und der Anna Catharina geborene Schneider. Er heiratete am 27. September 1842 in Sinsheim Franziska geborene Rudolph (* in Sinsheim), Tochter des Gemeinderates, Bierbrauermeisters und Gastwirts Philipp Jacob Rudolph und der Antonie geborene Strobel. Aus dieser Ehe entstammen fünf Kinder: Wilhelm (* 3. September 1844 in Wertheim), Rudolf (* 10. Mai 1848 in Wertheim), Hermann Wilhelm (* 26. Oktober 1852 in Durlach), Clara (* 20. Juli 1862 in Durlach) und Wilhelm (* 2. Februar 1864 in Durlach).

## Ausbildung
Spangenberg besuchte bis 1827 das Gymnasium in Heidelberg, wo er 1827 das Abitur ablegte. Ab Oktober 1827 studierte er Rechtswissenschaften an der Universität Heidelberg und wurde nach dem Examen im Jahr 1832 Aktuar beim Oberamt Heidelberg bis zum Februar 1834. Am 16. Januar 1835 erhielt er das Schriftverfassungsrecht in Administrativsachen und am 30. Januar 1836 in gerichtlichen Sachen.

## Laufbahn
Am 11. Januar 1838 wurde Wilhelm Spangenberg Amtsassessor beim Bezirksamt Sinsheim und danach beim Bezirksamt Buchen. Am 30. September 1841 wurde er Amtsassessor beim Stadt- und Landamt Wertheim, wo er am 15. Dezember 1842 zum Amtmann befördert wurde. Ab dem 19. August 1848 wurde er Amtsvorstand beim Bezirksamt Neckargemünd und danach erhielt er ab dem 2. Juni 1851 die Stelle eines Oberamtmannes beim Bezirksamt Durlach. Am 8. Oktober 1866 wurde er zum Bezirksamt Bretten versetzt und am  5. April 1877 in den Ruhestand verabschiedet.

## Auszeichnungen
- 1874 Ritterkreuz 1. Klasse des Zähringer Löwen-Ordens